# In der Schwebe

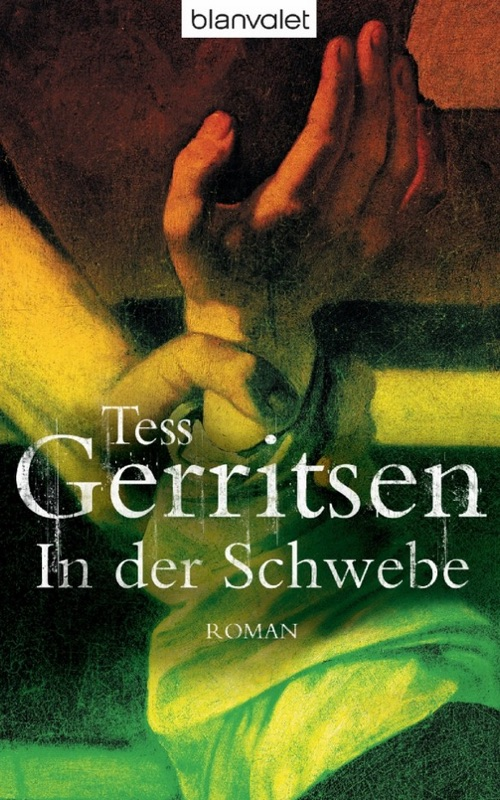
In der Schwebe

In der Schwebe (engl.: Gravity) ist ein 2001 in Deutschland erschienener Roman aus dem Genre Scientific Thriller der US-amerikanischen Schriftstellerin Tess Gerritsen.
In dem 1999 in den USA veröffentlichten Roman verlässt Gerritsen das vertraute Terrain des öffentlichen Gesundheitswesens und der Gerichtsmedizin. Hauptschauplatz ist die Internationale Raumstation (ISS). Aufwändige Recherchen waren notwendig, um eine genaue Darstellung der Ereignisse  im Orbit und während eines Space-Shuttle-Flugs zu gewährleisten.

## Handlung
Während eines biologischen Experiments in der Weltraumstation ISS wird ein Astronaut von einer mit einem unbekannten Erreger infizierten Maus gebissen. Nach einigen Tagen erkrankt er und stirbt wenig später unter dramatischen Umständen. Die Ärztin der Station, Dr. Emma Watson, versucht zusammen mit NASA-Wissenschaftlern des Kontrollzentrums, den Erreger zu identifizieren.
Währenddessen wird von der Erde ein Shuttle gestartet, um den kranken, zur Ankunft des Shuttles aber schon toten Astronauten zur Erde zurückzubringen. Alle Insassen des Shuttles sterben auf dem Weg zurück zur Erde, da sie sich auch mit dem Erreger infiziert hatten.
Die Begleitumstände des fehlgeschlagenen Experiments deuten auf einen militärischen Auftraggeber hin, zumal die US-Army auf Anweisung höchster Regierungskreise die Ermittlungen an sich zieht. Es gelingt, Teile der DNA des Erregers, der im Buch Chimäre genannt wird, da er Teile der DNA seiner Wirte übernimmt, zu identifizieren, und es stellt sich heraus, dass der Erreger offensichtlich außerirdischen Ursprungs ist.
In kurzen Abständen sterben weitere Mitglieder der ISS-Besatzung qualvoll. Ein verzweifelter Kampf um das Leben der verbliebenen Astronauten beginnt. Der vorletzte Astronaut, der nach dem Glauben von Emma Watson noch nicht infiziert ist, fliegt mit dem Notshuttle zur Erde zurück, wird aber während des Fluges abgeschossen, da die Gefahr besteht, dass er auf der Erde eine Epidemie auslösen würde. Erst als es nach einer Autopsie der Leichen des ersten Shuttles gelingt, die Herkunft des ständig mutierenden Erregers zu ermitteln, wird ein Therapieansatz gefunden.